# Sefora Nelson

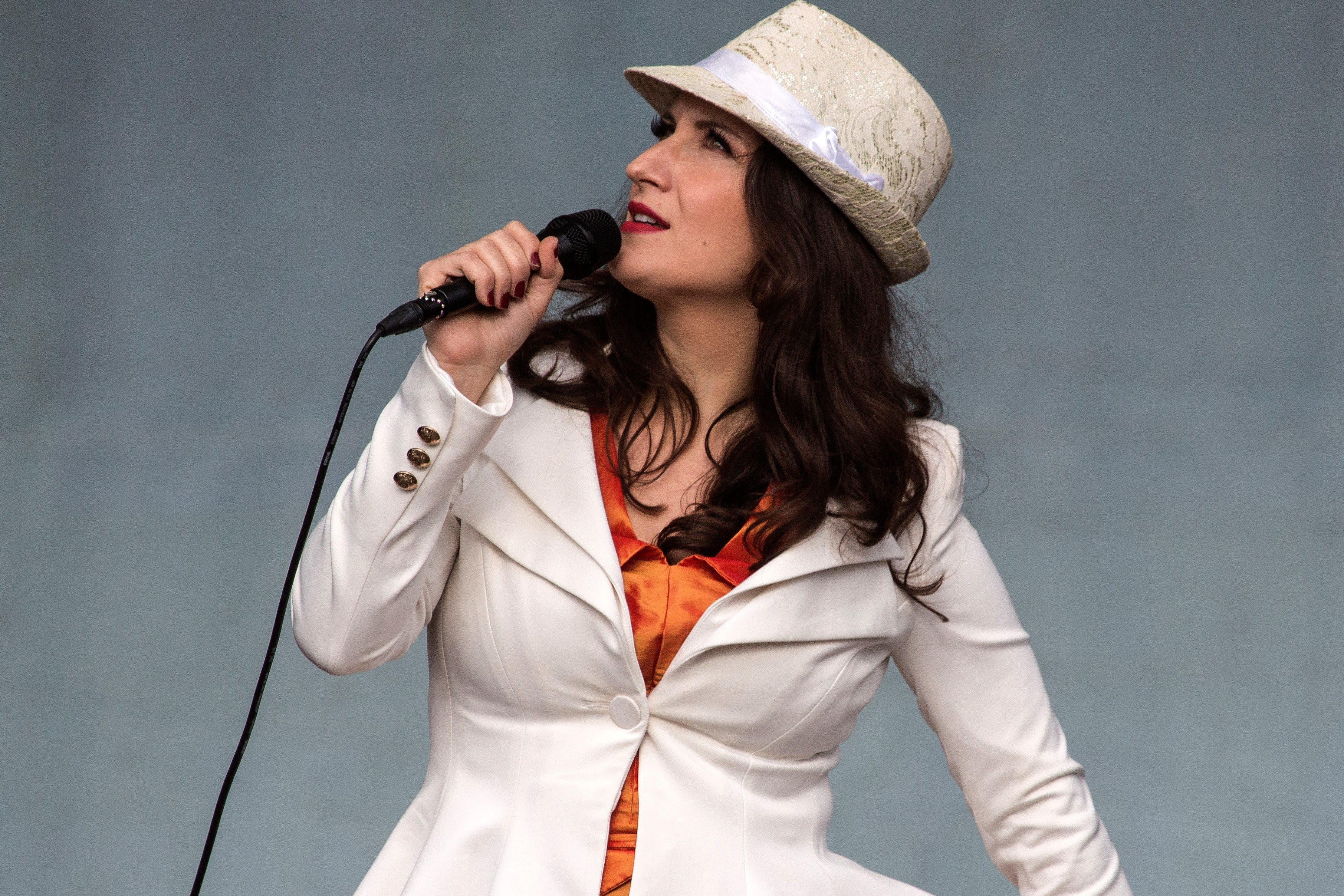
Sefora Nelson, 2015

Sefora Nelson (* 1979 in Freudenstadt, Geburtsname Gaertig) ist eine deutsche Sängerin und Songschreiberin.

## Leben
Sefora Gaertig ist das zweitälteste von sieben Geschwistern. Mit ihren Eltern (dem deutschen Vater und der italienischen Mutter) zog sie 1990 nach Pfalzgrafenweiler. In Horb am Neckar besuchte sie die Realschule und anschließend das Martin-Gerbert-Gymnasium. Gaertig studierte in Chicago sechs Semester Gesang und Theologie, bevor sie in Straßburg Musik und Theologie studierte. Während ihres Studiums sang sie in Gefängnissen und für Obdachlose. Heute singt Sefora Nelson in Deutschland, der Schweiz, Österreich und Italien.
2009 wurde Produzent Arne Kopfermann auf sie aufmerksam. Im selben Jahr gewann sie den SPRING-Song Contest 2009 mit ihrem Song Thank You For Valleys. Nelson veröffentlichte bei Gerth Medien eigene Songs, bevor dort im März 2010 ihr erstes deutschsprachiges Soloalbum Wenn der Tag kommt erschien. Im September 2012 erschien ebenfalls bei Gerth Medien ihr zweites Album Mehr als genug, Produzent war diesmal Samuel Jersak. Am 6. März 2013 hatte Nelson einen Auftritt bei der Großevangelisation Pro Christ in Stuttgart, die vom ERF per Satellit übertragen wurde. Im September 2015 gab sie ein Openair-Konzert im Rahmen der 7. Sächsischen Landesgartenschau in Oelsnitz/Erzgeb. Im Sommer 2016 musste Nelson wegen gesundheitlichen Problemen mit der Stimme alle nachfolgenden Konzerte absagen. Seit Sommer 2017 trat sie wieder öffentlich auf. 
Zwischenzeitlich veröffentlichte Nelson ihr Buch Denn du bist bei mir – Psalm 23 mit persönlichen Erfahrungsberichten. Im Jahr 2021 veröffentlichte sie ihr Buch „Denn die Liebe ist die größte“ wo sie vom „Hohelied der Liebe“ aus 1. Korinther 13 jeden Vers entfaltet.
Seit Oktober 2021 hat Nelson ihre wöchentliche Talkshow „Zu Gast bei Sefora Nelson“, die auf BibelTV zu sehen ist.
Sefora Nelson veröffentlichte bisher Alben auf Deutsch, Englisch, Spanisch, Italienisch und Französisch.

## Privates
Sie war von 2005 bis 2022 verheiratet und lebt mit ihren beiden Kindern im Stuttgarter Raum.

## Auszeichnungen
- 2009: Spring Song Contest 2009 mit dem Song „Thank You For Valleys“
- 2019: IMPALA Silver 20 000 für jedes ihrer Alben „Näher, noch näher“, „Glück“ und „Mehr als genug“[12]

## Nominierungen
- 2011: Newcomer des Jahres Promikon

## Diskografie
| Jahr | Titel                                             | Label                  |
| ---- | ------------------------------------------------- | ---------------------- |
| 2010 | Wenn der Tag kommt                                | Gerth Medien           |
| 2010 | When the day comes (Lieder in englischer Sprache) | Gerth Medien           |
| 2012 | Mehr als genug                                    | Gerth Medien           |
| 2013 | Spero (Lieder in italienischer Sprache)           | Gerth Medien           |
| 2015 | Glück                                             | Gerth Medien           |
| 2015 | Durch Dein Wort                                   | Impeccable Music Group |
| 2017 | Näher, noch näher                                 | Gerth Medien           |
| 2017 | Miracle (Lieder in französischer Sprache)         | Gerth Medien           |
| 2019 | Du bist                                           | Gerth Medien           |
| 2019 | Tu mirada (Lieder in spanischer Sprache)          | Gerth Medien           |
| 2021 | Weihnachtswunder                                  | Gerth Medien           |
| 2023 | Best of Sefora Nelson                             | Gerth Medien           |
| 2023 | Wenn mein Leben ein Bild wär                      | Gerth Medien           |

## Veröffentlichungen
Buchpublikationen
- Denn du bist bei mir: Psalm 23 – eine Einladung zu vertrauen, Gerth Medien, Asslar 2016, ISBN 978-3-95734-145-7.
- Denn du hörst mich: Im Vaterunser Gottes Liebe neu entdecken und innerlich heil werden, Gerth Medien, Asslar 2019, ISBN 978-3-95734-545-5.
- Denn die Liebe ist die größte: Über die Kraft eines Lebens in der Liebe – Gedanken zu 1. Korinther 13, Gerth Medien, Asslar 2021, ISBN 978-3-95734-715-2.

Songbooks
- Songbook. 15 Songs mit Klavierbegleitung aus „Wenn der Tag kommt & Mehr als genug“, Gerth-Medien, Asslar 2013, ISBN 978-3-89615-474-3.
- Glück - Songbook, Mit dieser Klavierausgabe bekommen Sie alle Lieder aus dem orangen Album „Glück“. Zum Üben, zum Nachsingen, zum Vortragen., Gerth-Medien, Asslar 2015, ISBN 978-3-89615-516-0.
- Näher, noch näher: 12 Lieder mit Melodie, Akkorden, Klaviersatz - 6 davon mehrstimmig (SATB), Gerth Medien, Asslar 2017, ISBN 978-3-89615-531-3.
- Du bist - Songbook: Das Songbook enthält alle Lieder des gleichnamigen Albums. Mit Klavierbegleitung, Gerth Medien, Asslar 2019, ISBN 978-3-89615-543-6.
- Weihnachtswunder: Klavierbegleitung zum Album, Gerth Medien, Asslar 2021, ISBN 978-3-89615-562-7.
- Wenn mein Leben ein Bild wär, Gerth Medien, Asslar 2023, ISBN 978-3-89615-571-9.

Beiträge in kirchlichen Gesangbüchern
- Lege deine Sorgen nieder, leg sie ab in meine Hand, in: Wo wir dich loben, wachsen neue Lieder - plus, München 2018, Strube Verlag VS 4049, ISBN 978-3-89912-211-4, Nr. 175

## Fernsehserie „Zu Gast bei Sefora Nelson“
Sefora Nelson trifft in ihrer „Familienshow“ andere Menschen, um mit ihnen über ein bestimmtes Thema im Rahmen zu sprechen. Zwischendurch singt sie.
| Folge     | Ausstrahlungstermin | Titel                | TV-Sender |
| --------- | ------------------- | -------------------- | --------- |
| Staffel 1 |                     |                      |           |
| 1         | 06.10.2021          | Helden               | Bibel TV  |
| 2         | 13.10.2021          | Aufbruch             | Bibel TV  |
| 3         | 20.10.2021          | Angst                | Bibel TV  |
| 4         | 03.11.2021          | Stille               | Bibel TV  |
| 5         | 10.11.2021          | Glaube               | Bibel TV  |
| 6         | 17.11.2021          | Faszination          | Bibel TV  |
| 7         | 24.11.2021          | Vertrauen            | Bibel TV  |
| 8         | 01.12.2021          | Liebe                | Bibel TV  |
| 9         | 24.12.2021          | Weihnachtswundershow | Bibel TV  |
| 10        | 29.12.2021          | Hoffnung             | Bibel TV  |
| Staffel 2 |                     |                      |           |
| 1         | 02.11.2022          | Mut                  | Bibel TV  |
| 2         | 16.11.2022          | Hier                 | Bibel TV  |
| 3         | 23.11.2022          | Zeit                 | Bibel TV  |
| 4         | 30.11.2022          | Angenommen           | Bibel TV  |
| 5         | 07.12.2022          | Trotzdem             | Bibel TV  |
| 6         | 28.12.2022          | Talentshow           | Bibel TV  |